# Bull Creek (Misuri)
Bull Creek es una villa ubicada en el condado de Taney en el estado estadounidense de Misuri. En el Censo de 2010 tenía una población de 603 habitantes y una densidad poblacional de 1.482,93 personas por km².

## Geografía
Bull Creek se encuentra ubicada en las coordenadas 36°42′54″N 93°12′8″O / 36.71500, -93.20222. Según la Oficina del Censo de los Estados Unidos, Bull Creek tiene una superficie total de 0.41 km², de la cual 0.41 km² corresponden a tierra firme y (0%) 0 km² es agua.

## Demografía
Según el censo de 2010, había 603 personas residiendo en Bull Creek. La densidad de población era de 1.482,93 hab./km². De los 603 habitantes, Bull Creek estaba compuesto por el 88.72% blancos, el 1.33% eran afroamericanos, el 0.17% eran amerindios, el 0.66% eran asiáticos, el 0.83% eran isleños del Pacífico, el 4.81% eran de otras razas y el 3.48% pertenecían a dos o más razas. Del total de la población el 10.12% eran hispanos o latinos de cualquier raza.